# 中国宗教界和平委员会
中国宗教界和平委员会（英語：China Committee of Religion and Peace；简称中宗和）是中华人民共和国具有独立法人资格的全国性非营利性社会团体，在中国人民政治协商会议全国委员会领导下，由中国五大宗教（佛教、道教、伊斯兰教、天主教、基督教）代表性人士组成，其中多数成员为中国人民政治协商会议全国委员会宗教界委员。

## 简介
1994年7月，中国宗教界和平委员会在北京成立。宗旨是：“坚持友好、和平、发展、合作的原则，发扬中国宗教界爱国爱教和崇尚和平的优良传统，积极促进各宗教团体的团结和睦，发展同各国宗教界及世界性、地区性和各国宗教和平组织之间的交流与合作，维护祖国统一，促进世界和平与共同发展。”1994年加入世界宗教和平会议（“世宗和”），1996年加入亚洲宗教和平会议（“亚宗和”），在上述两组织中是唯一代表中国的国家成员组织。

## 组成人员

### 第一届（1994年—2004年）
- 主席：赵朴初
- 副主席：丁光训、安士伟、宗怀德、傅元天、明旸、韩文藻
  - 2001年增补副主席：傅铁山、闵智亭、陈广元
- 秘书长：韩文藻
- 常务副秘书长：刀述仁
- 委员（按姓氏笔划为序，姓名前加＊的为全国政协委员）：＊丁光训、＊刀述仁、＊马贤、＊乌兰、＊仁德、王神荫、＊布米、＊艾买提·瓦吉地、＊任法融、＊刘柏年、＊安士伟、＊却西、＊张继禹、＊李寿葆、＊沈以藩、＊沈德溶、贡唐仓·丹贝旺旭、＊闵智亭、＊阿不都拉·大毛拉、阿荣汗·哈吉、陈莲笙、＊周绍良、＊宗怀德、＊明旸、＊罗冠宗、苑耀宾、＊金鲁贤、＊恰扎、＊赵朴初、殷继增、涂世华、＊真禅、＊黄信阳、＊傅元天、＊傅铁山、谢宗信、＊韩文藻、嘉木样·洛桑久美·图丹却吉尼玛、＊黎遇航[2]

### 第二届（2004年—2009年）
- 名誉主席：傅铁山、帕巴拉·格列朗杰
- 主席：丁光训
- 副主席：一诚、嘉木样·洛桑久美·图丹却吉尼玛、圣辉、任法融、张继禹、陈广元、马忠杰、刘元仁、刘柏年、季剑虹、曹圣洁
- 秘书长：余振贵
- 常务副秘书长：邓宗良（“中宗和”办公室主任）
- 副秘书长：学诚、黄信阳、马英林、高英
- 委员（按姓氏笔划为序，姓名前加＊的为全国政协委员）：＊一诚、 ＊丁广治、 ＊丁文方、＊丁光训、＊丁常云、＊刀述仁、马平一、＊马寿新、＊马良骥、＊马进成、＊马忠杰、＊马英林、＊马鸿恩、＊方建平、王全林、＊邓宗良、＊邓福村、＊东宝仲巴·呼图克图、 ＊加羊加措、＊加纳·加央克珠、＊圣辉、＊旦白尼玛、＊买买提·赛来、＊任法融、＊伍贻业、＊刘元仁、刘世英、＊刘怀元、刘宝琦、＊刘柏年、＊刘炳森、＊刘德申、同公保、吕金虎、如瑞、＊孙锡培、＊安信义、＊西纳·洛桑旦贝坚赞、＊那仓向巴昂翁·丹曲成来、＊余文良、＊余振贵、＊吴承荣、妙贤、张金涛、张继禹、＊戒忍、＊李玉玲、李宇林、＊李慕唐、＊杨志波、苏广林、＊苏德慈、 ＊阿不都力提甫·阿不都热衣木大毛拉、阿布力孜·买买提那斯尔、＊陈广元、陈美麟、＊陈顺鹏、陈莲笙、＊林志华、麦麦提明·马木提、＊净慧、＊季剑虹、＊学诚、＊帕巴拉·格列朗杰、＊房兴耀、＊明生、英木兰、＊范承祖、＊郁成才、＊金鲁贤、＊金蔚、＊祜巴龙庄勐、＊觉醒、＊香根·巴登多吉、＊唐诚青、＊夏立宛、＊根通、＊桑顶·多吉帕姆·德庆曲珍、涂世华、＊珠康·土登克珠、＊聂达、袁志鸿、＊贾拉森、郭金才、高英、＊高峰、＊曹圣洁、梅康钧、＊萨隆·平拉、＊黄至安、＊黄信阳、黄炳章、＊傅先伟、＊傅铁山、＊策墨林·单增赤列、＊董光清、＊谢生林、谢宗信、释大岳、释永信、释智慧、释延佛、＊韩生贵、＊詹思禄、照诚、＊赖保荣、＊雷世银、＊嘉木扬·图布丹、＊嘉木样·洛桑久美·图丹却吉尼玛、＊德哇仓[3]

### 第三届（2009年—2014年）
- 名誉主席：丁光训
- 主席：帕巴拉·格列朗杰
- 顾问：邓宗良
- 副主席（按姓氏笔画为序）：一诚、刀述仁、马英林、任法融、刘柏年、余振贵、张继禹、陈广元、洪长有、郭金才、高峰、傅先伟、嘉木样·洛桑久美·图丹却吉尼玛
- 秘书长：学诚
- 副秘书长：卫元琪（“中宗和”办公室主任）、刘元龙、杨志波、高英、黄信阳
- 委员（按姓氏笔划为序，姓名前加＊的为全国政协委员，姓名前加△的为全国人大代表）：＊一诚、＊丁广治、＊丁文方、＊丁光训、＊丁科仓、＊丁常云、＊刀述仁、＊于新粒、卫元琪、＊马开贤、＊马长庆、马百龄、＊马寿新、＊马英林、△方建平、＊邓宗良、邓信德、＊东宝仲巴·呼图克图、包佳源、△圣辉、＊旦白尼玛、本性、永寿、△甲登·洛绒向巴、＊白克力·马木提、＊任法融、＊刘元龙、△刘世英、刘巧梅、＊刘怀元、＊刘柏年、＊印乐、△吕金虎、吕德志、如瑞、＊安信义、＊那仓·向巴昂翁丹曲成来、＊余文良、△余振贵、吴建寅、吴诚真、吴琳、＊妙江、妙贤、张凤林、张明心、△张金涛、△张继禹、张高澄、李山、＊李光富、△李美兰、＊杨发明、＊杨志波、＊沈学彬、△苏广林、＊阿布杜热和甫、阿地里江·阿吉克力木、＊阿旺吉卓、＊陆新平、＊陈广元、＊陈顺鹏、陈宾山、单渭祥、＊学诚、＊宗洛·向巴克珠、居玛·塔伊尔、＊帕巴拉·格列朗杰、＊房兴耀、＊拉茂赛赤、△明生、林舟、＊林志华、＊范承祖、＊金鲁贤、＊金蔚、＊洪长有、＊祜巴龙庄勐、胡诚林、＊觉醒、＊香根·巴登多吉、宽运、＊倪光道、＊唐卫民＊唐诚青、＊夏立宛、＊徐晓鸿、＊根通、＊桑顶·多吉帕姆·德庆曲珍、＊珠康·土登克珠、△郭金才、高英、＊高峰、＊萨隆·平拉、＊黄至安、＊黄信阳、△黄炳章、＊傅先伟、＊普法、＊湛如、＊策墨林·单增赤列、△释永信、照诚、＊詹思禄、＊赖保荣、＊雷世银、＊靳云鹏、△嘉木样·洛桑久美·图丹却吉尼玛、＊阚保平、＊德哇仓、＊慧深、＊穆可发、戴学峰[4]

### 第四届（2014年—）
- 主席：帕巴拉·格列朗杰
- 顾问：张秋俭、王胜洪、晓敏
- 常务副主席：学诚
- 副主席：李光富、杨发明、房兴耀、马英林、傅先伟、高峰、嘉木样·洛桑久美·图丹却吉尼玛、帕松列龙庄勐、张凤林、马中平
- 秘书长：喇灿
- 副秘书长：演觉、黄信阳、阿地里江·阿吉克力木、刘元龙、高英
- 委员（按姓氏笔划为序，姓名前加＊的为全国政协委员，姓名前加△的为全国人大代表）：＊丁广治、＊丁目迪、＊丁科仓、＊丁常云、＊刀述仁、卫元琪、＊马开贤、＊马文云、＊马长庆、马玉祥、＊马邦河、＊马寿新、＊马英林、从恩霖、＊心澄、＊扎西坚参、△方建平、＊牛汝极、王卡、王文杰、＊王树理、＊王胜洪、＊东宝仲巴·呼图克图、＊圣辉、＊甲热·洛桑丹增、△甲登·洛绒向巴、＊白克力·马木提、乔卞云、＊任法融、＊传印、＊刘元龙、＊刘长乐、△刘怀元、＊印乐、印顺、△吕金虎、＊那仓·向巴昂翁·丹曲成来、＊何星亮、＊余文良、吴琳、＊吴巍、吴亚东、＊妙江、妙贤、张凤林、＊张风雷、△张金涛、＊张秋俭、＊李山、＊ 李光富、杨宇、＊杨发明、＊杨志波、＊沈斌、＊沈学彬、△身振、＊阿不都热克甫·吐木尼牙孜、△阿地里江·阿吉克力木、＊陈广元、陈晓敏、△卓新平、单渭祥、孟青录、＊学诚、＊宗洛·向巴克珠、＊帕巴拉·格列朗杰、＊房兴耀、＊拉巴、△明生、△明海、林舟、林曼红、＊金蔚、＊洪长有、＊帕松列龙庄勐、胡诚林、胡雪峰、荆文煌、＊觉醒、＊香根·巴登多吉、＊唐卫民、＊唐诚青、＊容永祺、＊徐晓鸿、＊晓敏、＊桑顶·多吉帕姆·德庆曲珍、＊珠康·土登克珠、＊班禅额尔德尼·确吉杰布、＊郭承真、△郭金才、顾梦飞、＊高峰、高英、＊梁明、＊萨龙·平拉、＊黄至安、＊黄信阳、△黄炳章、＊傅先伟、喇灿、＊普法、＊湛如、＊策墨林·单增赤列、＊谢荣增、＊道慈、△释永信、＊释宽运、＊韩方明、△新杂·单增曲扎、＊詹思禄、＊赖保荣、＊雷世银、＊靳云鹏、△嘉木样·洛桑久美·图丹却吉尼玛、＊赛赤·确吉洛智嘉措、演觉、＊阚保平、△静波、＊德哇仓、＊潘兴旺、＊穆可发[5]